# Балтійське небо (фільм)
«Балтійське небо» (рос. «Балтийское небо») — російський радянський двосерійний художній фільм, знятий в 1960 році режисером Володимиром Венгеровим за твором Миколи Чуковського.

## Сюжет
Екранізація дуже непростого для перекладення на кіномову роману Миколи Чуковського несправедливо була обділена критикою і нагородами.
Це піднесений фільм про місто-герой Ленінград, про його захисників та жителів, про драматичні будні 1941 і весни 1942 року. У центрі картини — доля ескадрильї винищувачів І-16 під командуванням капітана Рассохіна (блискуча роль Михайла Ульянова). Гинуть бойові товариші — Байсеітов, комісар ескадрильї Кабанков.
Героїчно в сутичці з німецькими асами гине і сам командир ескадрильї, його замінює нещодавно прибулий на фронт майор Лунін, колишній льотчик цивільної авіації. Галерею осіб-героїв, що зробилися такими в силу обставин доповнює персонаж 33-річного Павла Луспекаєва — льотчик Кузнєцов. Бешкетник, виключений за зловживання спиртного з військового училища, на фронті отримує бойове загартування, виправляється і героїчно гине.
Важливою лінією у фільмі є історія кохання юної ленінградки Соні і льотчика Татаренко. Дует двох молодих, але вже досвідчених майстрів екрана 25-річної Людмили Гурченко і 31-річного Олега Борисова став, на думку критиків, емоційною прикрасою фільму, оптимістичною і ніжною ноткою, розквіту фабули кіноекранізації. У Соні помирає мати і дідусь, вона залишається з 9-річним братиком, на її юних плечах доля міста. Блокадні будні змушували швидко дорослішати. Зустріч з Татаренко стала для Соні новим здобуттям себе. Бравий льотчик відмінно воював, був поранений, пройшов госпіталь, і знову вступає в бойовий стрій, замінюючи загиблих товаришів. Для цих молодих попереду два довгих роки війни … А поки вони йдуть по мостах крізь білі ночі по місту Ленінграду — місту Мідного Вершника, місту, незважаючи на військові труднощі їхньої молодості, надії і слави бойовий.
Фільм без офіціозу й помпезності, просто і мудро повідав про те, як воювали льотчики, закохувалися, гинули, як їхня справа продовжували бойові товариші, як гартувалася віра в Перемогу.

## У ролях
- Петро Глєбов — Лунін
- Всеволод Платов — Сєров
- Михайло Ульянов — Рассохін (1 серія)
- Ролан Биков — Кабанков (1 серія)
- Михайло Козаков — Байсеітов (1 серія)
- Інна Кондратьєва — Марія Сергіївна
- Еве Ківі — Хільда
- Олег Борисов — Татаренко (2 серія)
- Людмила Гурченко — Соня Бистрова
- Віктор Перевалов — Славка Бистров
- Владислав Стржельчик — Громека (2 серія)
- Павло Луспекаєв — Кузнєцов (2 серія)
- Федір Шмаков — Уваров
- Павло Усовніченко — Проскуряков (1 серія)
- Микола Ключний — Чепелкін
- Олександр Віолін — Медников
- Пантелеймон Кримов — Ховрін
- Людмила Волинська — Ганна Степанівна
- Георгій Жженов — шофер (1 серія)
- Борис Аракелов — шофер
- Олександр Кавалеров — дитина-блокадник (1 серія)

## Знімальна група
- Автор сценарію: Микола Чуковський
- Режисер: Володимир Венгеров
- Оператор: Генріх Маранджян
- Художник: Віктор Волін
- Композитор: Ісаак Шварц
- Звукооператор: Євген Нестеров
- Другий режисер: Олексій Герман

## Цікаві факти
- Книга Миколи Чуковського була написана під враженнями фронтових буднів, зокрема проведених ним як військовим кореспондентом у 3-му Гвардійському винищувальному авіаційному полку під Ленінградом в 1942 році.
- Спочатку режисером фільму планувався Олександр Іванов, але у зв'язку із завантаженістю його на зйомках фільму «Піднята цілина» вибір припав на Венгерова.
- Автор роману Микола Чуковський був незадоволений екранізацією і навіть відправив відкритий лист в «Літературну газету» з характерним заголовком «Безцеремонність», вимагаючи зняти фільм із кінопрокату  [Архівовано 8 квітня 2011 у Wayback Machine.]
- Під час зйомок повітряних сцен замість винищувачів І-16 використовувалися за одними даними літаки Як-18П, за іншими — Як-11.  [Архівовано 29 вересня 2007 у Wayback Machine.];
- Творці фільму для достовірності того, що відбувається пішли навіть на те, щоб втопити справжню вантажівку. За спогадами оператора Генріха Маранджяна:

У «Балтійському небі» ми втопили під льодом, в мороз, справжній автомобіль, причому з запаленими фарами, які повільно гаснуть під водою. Кілька днів мучився, готуючись до зйомки. У хід пішли шланги, проводи, акумулятори, важкі болванки для вантажу, картонні коробки. Випросив на аеродромі у знайомого пілота літакові фари …  [Архівовано 24 листопада 2011 у Wayback Machine.]
- Фільм був одним з лідерів кінопрокату в СРСР (1961, 5 місце) — 38.6 +33.0 млн глядачів (відповідно 1-ша і 2-га серія).
- У картині в ролі дитини-блокадника дебютував 7-річний Олександр Кавалеров, який прославився пізніше в ролі Мамочки в «Республіці ШКІД»  [Архівовано 16 вересня 2011 у Wayback Machine.]
- Другим режисером у фільмі був 23-річний випускник майстерні Козинцева ЛГІМТіК Олексій Герман.
- Фільм був представлений на Міжнародному кінофестивалі у Венеції, для чого був відряджений режисер Венгеров.